# Полибино (Оренбургская область)
Полибино — село в Бугурусланском районе Оренбургской области, административный центр Полибинского сельсовета.

## География
Находится на левом берегу реки Мочегай на расстоянии примерно 33 километров на восток-северо-восток от центра города Бугуруслан.

## История
Село было основано надворным советником Иоанном Полибиным еще до восстания Пугачева. Накануне этого восстания в нем было 10 дворов с населением 27 человек мужского пола. В советское время работали колхозы «Гигант», им.Сталина и «Мирный». В 1771 году  в селе на средства помещика Иоанна Палибина была построена церковь (в 1857 году перестроена).

## Население
Население составляло 499 человек в 2002 году (русские 64%), 410 по переписи 2010 года.

## Достопримечательности
В селе и за селом имеются сосновые лесопосадки, высаженные по указанию Александра Николаевича Карамзина, родственника известного русского историка Н. М. Карамзина. А.Н.Карамзин имел в селе усадьбу, разграбленную в годы революции.